# 最後的教父
《最後的教父》是一本由美國作家馬里奧·普佐所寫的1996年小說，他最出名就是《教父》的作者。本書講述一名年老的黑手黨教父和他的家人試圖保著權力的故事。
故事在電影工業和賭城大道的賭場之間交替，以及美國黑手黨如何與兩者聯繫起來。

## 迷你劇
《最後的教父》在1997年被改編成CBS的同名電視迷你劇，由喬伊斯·埃利亞森編劇，主演是喬·曼塔納、丹尼·愛羅和戴露·漢娜。續集是1998年的《最後的教父2》（The Last Don II）。

## 外部連結
- 互联网电影数据库（IMDb）上《The Last Don (1997)》的资料（英文）